# Poanse
Koordinaten: 58° 41′ N, 23° 40′ O
Poanse (deutsch Poansa) ist ein Dorf (estnisch küla) in der Landgemeinde Lääneranna im Kreis Pärnu (bis 2017: Landgemeinde Lihula im Kreis Lääne).
Der Ort hat 24 Einwohner (Stand 31. Dezember 2011).
Er liegt 29 Kilometer südöstlich von Haapsalu.